# Erica involvens
Erica involvens är en ljungväxtart som beskrevs av George Bentham. Erica involvens ingår i släktet klockljungssläktet, och familjen ljungväxter. Inga underarter finns listade i Catalogue of Life.